# HTTPS
HTTPS (kratica za HyperText Transfer Protocol Secure) je zavarovana različica HTTP. Uporablja SSL in TLS, da šifrira in s tem zaščiti promet pred vmesnimi opazovalci. 
Ta komunikacijski protokol navadno uporablja vrata številka 443. SSL, ki je bil narejen za HTTP, je posebno primeren, saj omogoča zavarovanje tudi, kadar prihaja informacija za kodiranje samo s strani strežnika.
13,04 % vseh registriranih slovenskih domen uporablja HTTPS.